# Gouvernement Novgorod
Het gouvernement Novgorod (Russisch: Новгородская губерния; Novgorodskaja goebernija) was een gouvernement (goebernija) in het keizerrijk Rusland dat bestond van 1727 tot 1776 en van 1796 to 1927. Van 1776 tot 1796 heette het onderkoninkrijk Novgorod. Het gouvernement grensde aan de gouvernementen Vologda, Jaroslavl, Pskov, Sint-Petersburg en het koninkrijk Zweden. De hoofdstad was Novgorod

## Geschiedenis
Het gouvernement ontstond in 1727 uit het gouvernement Sint-Petersburg. Het gouvernement werd afgeschaft door een oekaze van Catharina II van Rusland op 5 september.  In 1776 ontstonden het onderkoninkrijk Novgorod. Het onderkoninkrijk Novgorod werd onderverdeeld in de oblast Novgorod en de oblast Olonets. 
Het onderkoninkrijk Novgorod werd nooit officieel afgeschaft, maar na 1796 niet meer gebruikt. na een aantal administratieve veranderingen werd het onderkoninkrijk Novgorod verdeeld in het gouvernement Olonets en het gouvernement Novgorod. Het nieuwe gouvernement Novgorod ontstond wat tot 1927 bleef bestaan. Hierna werd het gebied van het gouvernement 

## Administratieve verdeling
In 1764 was Jacob Sievers aangeteld als gouverneur van Novgorod. hij ontdekte dat de meeste steden in het gouvernement aan de westkant van het gebied lagen en eigenlijk vroegere forten waren. In het gebied tussen Novgorod en Ustyuxhn lagen helemaal geen dorpen. De politiek van Catharina de Grote was om het aantal dorpen af te laten nemen en om zo grote oejazden te creëren. In 1764 werden de meeste oejazden afgeschaft. Sievers argumenteerde dat ze niet werkten in zijn gouvernement Novgorod. Deze grote dunbevolkte oejzaden waren volgens hem lastig te besturen. Hij opperde dat Vysjni Volotsjok, Valdaj, Borovitsji en Ostasjkov overgedragen zouden worden en dit gebeurde in 1770.
Novgorod grensde tot 1772 in het westen aan Polen. In 1772 werd als gevolg van de Eerste Poolse Deling werden er delen van Lijfland en het oosten van Wit-Rusland aan Rusland overgedragen. In een poging om het gebied te besturen werd het gouvernement Pskov opgericht. De gebieden van elikiye Luki en Pskov met uitzondering van het oejazd Gdovski werden aan het nieuwe gouvernement afgestaan. In 1773 bleef dit oejazd onderdeel van het gouvernement Novgorod. In 1796 werd het gouvernement opnieuw opgericht. Na 1781 bestond het gebied uit elf oejezden. 
In 1802 werd het gouvernement Olonets hersteld tot de grenzen van voor 1796 en alle afgeschafte oejezden opnieuw opgericht. In 1816 werd het gouvernement Novgorod het gebied waar militairen werden gehuisvest. Dit was in overeenstemming met het project dat Aleksey Arakcheyev had bedacht. Het was abnormaal dat  er een militaire regering en een burgerregering in hetzelfde oejezd zaten. Het oejezd Staraya werd afgeschaft in 1824. De stad Staraya kwam direct onder het ministerie van Defensie. Demyansk samen met Kresttsi overgedragen aan de militairen. De militaire nederzettingen waren niet efficiënt; in 1831 braken er rellen uit in het gebied nadat er een uitbraak van cholera had plaatsgevonden. De militaire nederzettingen werden in 1856 afgeschaft. In 1857 werd het civiele oejazd rond Staraja Roessa opnieuw opgericht.
In 1917 werden de dorpen Bologoje en Lyuban  van het gouvernementele niveau naar het oejazdeniveau overgedragen. In 1920 werd het oejazd rond Malaja Visjera opgericht, maar de stad zelf werd pas in 1921 overgedragen naar het oejazd. In 1922 werd het district rond Kresttsi afgeschaft.
In juni 1918 werden er vijf oejazden van het gouvernement Novgorod afgesplitst en ze werden onderdeel van het gouvernement Tsjerepovets. De rest van het gebied werd onderdeel van het Oblast Leningrad.

## Gouverneurs
De gouverneurs van Novgorod waren
- 1727–1729 Joeri Jakovlevitsj Khilkov
- 1729 -? Vasili Ivanovitsj Gagarin
- ? – ? A. F. Bredikhin,
- ? – ? Vasily Vasilyevitsj Naryshkin
- 1742–1743 Grigory Ivanovitsj Orlov
- 1743 Pjotr Ivanovitsj Saltykov
- 1743–1760 Pyotr Cherkasski
- 1760–1761 Grigori Semionovitsj Meshcherski
- 1761–1764 Stepan Fjodorovitsj Ushakov
- 1764–1776 Jakov Jefimovitsj Sivers (Jacob Sievers)
- 1778 Frants Nikolayevitsj Klichka
- 1781-1782 Pjotr Stepanovitsj Protasov
- 1783-1784 Alexander Jakovlevitsj Protasov
- 1785 Pyotr Petrovitsj Konovnitsi
- 1786-1793 Pjotr Fjodorovitsj Kvashnin-Samarin;
- 1794-1796 Pyotr Petrovitsj Mitusov.
- 1798 Dmitry Fyodorovich Glinka,
- 1798–1799 Nikifir Mikhailovitsj Marin
- 1799–1800 Vladimir Matveyevitsj Rzhevski
- 1800–1801 Stepan Fjodorovitsj Obolyanino
- 1801–1804 Ivan Mikhailovitsj Rikman
- 1805 Jegor Mikhaylovitsj Ryabinin,
- 1805–1810 Roman Vasiljevitsj Ukhtomski
- 1809–1812 Duke George of Oldenburg, gouverneur generaal
- 1810–1812 Aleksey Vasilyevitsj Vasilchikov
- 1812–1813 Pavel Ivanovitsj Sumarokoi
- 1814–1818 Nikolay Nazaryevitsj Muravyov
- 1818–1826 Dmitry Sergeyevitsj Zherebtsov
- 1826 Stroyev actief
- 1826–1834 Avgust Ulianovitsj Denfer
- 1834–1838 Pyotr Lavrentyevitsj Sukovkin
- 1838–1840 Ivan Grigorievich Senyavin
- 1840–1846 Yelpifidor Antiokhovich Zurov
- 1846–1848 Khristophor Khristophorovich von der Khoven
- 1848–1850 Fyodor Ivanovitsj Vaskov,;
- 1851–1853 Fyodor Antonovitsj Burachkov
- 1853–1855 Trofim Ivanovitsj Moskvin
- 1855–1857 Ivan Sidorovitsj Kokushkin
- 1857–1862 Vladimir Ivanovitsj Filippovich
- 1862–1864 Vladimir Jakovlevitsj Skaryatin
- 1864–1882 Eduard Vasiljevitsj Lerkhe (Lerche)
- 1882–1894 Alexander Nikolayevitsj Mosolov,
- 1894–1896 Boris Vladimirovitsj Shtyurmer (Stuermer),
- 1896–1907 Otton Lyudvigovitsj Medem
- 1907–1911 Pyotr Petrovitsj Bashilov
- 1911–1913 Viktor Alexandrovitj Lopukhin
- 1913–1917 Mikhail Vladimirovitsj Islavin

## Gouverneurs van het onderkoninkrijk Novgorod
- 1778-1781 Jacob Sievers
- 1783-1784 Jakov Ivanovitsj Bryus
- 1785-1795 Nikolai Petrovitsj Arkharov